# Charlton (Londres)
Pour les articles homonymes, voir Charlton.
Charlton est un district du borough royal de Greenwich dans l’est de Londres.
Charlton House est un bâtiment de style jacobéen situé à Charlton. À l'origine, il s'agissait de la résidence d'un noble associé à la famille royale Stuart. Elle a ensuite servi d'hôpital en temps de guerre, puis de musée et de bibliothèque, et est aujourd'hui un centre communautaire. 